# Myrmecozela pontica
Myrmecozela pontica är en fjärilsart som beskrevs av Aleksei Konstantinovich Zagulajev 1971. Myrmecozela pontica ingår i släktet Myrmecozela och familjen äkta malar.
Artens utbredningsområde är Ukraina. Inga underarter finns listade i Catalogue of Life.